# Orbital (stripreeks)
Orbital is een sciencefiction stripreeks van Serge Pellé (tekeningen)) en Sylvain Runberg (verhaal). De reeks bestaat uit acht delen, waarvan de eerste vier delen verschenen bij uitgeverij Dupuis tussen 2007 en 2010. In 2017 werden de reeks opnieuw uitgebracht door uitgeverij Micorobe, inclusief de ontbrekende delen. De serie bestaat uit tweeluiken die elk een afgerond verhaal vormen.

## Verhaal
In Orbital staan de relaties tussen mensen en buitenaardse wezens centraal. De hoofdpersonen zijn de agenten Caleb Swany en Mezoke Izzua. Ze werken voor de IDD, een organisatie die is opgericht om geschillen tussen de werelden op te lossen. Caleb is afkomstig van de aarde, Mezoke van de planeet Sandjarr. De avonturen spelen zich af in een universum met elementen van space opera’s als Starwars. Regelmatig raken de hoofdpersonen verstrikt in politieke intriges.

## Analyse
De introductie van de serie op de Franse markt in 2006 verliep succesvol. De pers was lovend en vergeleek de reeks met de tijdruimte agenten Valérian en Laureline (stripreeks Ravian) door Pierre Christin en Jean-Claude Mézières hetgeen door de scenarioschrijver Runberg werd bevestigd in een interview van Benoît Cassel op Planet BD. Decors, sfeer en de hoofdpersonen lijken hierop geïnspireerd, met dit verschil dat agente Mézoké Izzua, die Caleb Swany vergezeld, een seksueel ongeïdentificeerd wezen is.

## Albums
| Nummer | Titel         | Verschenen | Uitgeverij      |
| ------ | ------------- | ---------- | --------------- |
| 1      | Littekens     | 2007-2017  | Dupuis, Microbe |
| 2      | Breuken       | 2007-2017  | Dupuis, Microbe |
| 3      | Nomaden       | 2009-2017  | Dupuis, Microbe |
| 4      | Ravages       | 2010-2017  | Dupuis, Microbe |
| 5      | Gerechtigheid | 2017       | Microbe         |
| 6      | Verzet        | 2017       | Microbe         |
| 7      | Implosie      | 2017       | Microbe         |
| 8      | Contacten     | 2017       | Microbe         |